# Sowjetische Badmintonmeisterschaft 1987
Die Sowjetische Badmintonmeisterschaft 1987 war die 25. Austragung der nationalen Titelkämpfe im Badminton in der UdSSR. Sie fand vom 4. bis zum 7. Dezember 1987 in Alma Ata statt.

## Die Sieger und Platzierten
| Disziplin    | Gold                             | Silber                           | Bronze                              |
| ------------ | -------------------------------- | -------------------------------- | ----------------------------------- |
| Herreneinzel | Andrei Antropow                  | Oleg Kravchuk                    | Vladimir Nikolenko                  |
| Dameneinzel  | Vlada Belyutina                  | Elena Rybkina                    | Tatyana Litvinenko                  |
| Herrendoppel | Andrei Antropow Sergey Sevryukov | Vitaliy Shmakov Anatoli Skripko  | Vyacheslav Elizarov Vladimir Smolin |
| Damendoppel  | Elena Rybkina Svetlana Belyasova | Viktoria Pron Tatyana Litvinenko | Irina Rozhkova Ludmila Okuneva      |
| Mixed        | Andrei Antropow Viktoria Pron    | Sergey Sevryukov Irina Rozhkova  | Vitaliy Shmakov Svetlana Belyasova  |